# Thure Bahne
Thure Bahne (8 de mayo de 1909 – 29 de enero de 1956) fue un cantante, actor y director finlandés.

## Biografía
Su nombre completo era Thure Olavi Bahne, y nació en Turku, Finlandia.
Inició su carrera teatral en el Maakuntateatteri de Turku en 1926, actuando también en el género de la opereta en el Kaupunginteatteri de la misma ciudad. Otros teatros en los que actuó fueron el Työväen Teatteri de Turku, el Teatro de Pori y el Kaupunginteatteri de Víborg. 
Como director invitado representó, entre otras piezas, la opereta Erämaan laulu en el Työväenteatteri de Lohja en los años 1950. 
Entre 1933 y 1936 actuó también como cantante, y estuvo ligado a la Ópera Nacional de Finlandia desde 1939 a 1950 como cantante y director.
Inició su carrera cinematográfica en 1933, rodando algunas películas de la serie Pekka Puupää. Su última película como actor fue Risti ja liekki (1957), estrenada tras su muerte. Además, dirigió tres películas en la década de 1950. La segunda de ellas, Se alkoi sateessa (1953), la realizó completando el trabajo de Eddie Stenberg.
Thure Bahne falleció prematuramente en 1956 en Helsinki, Finlandia.

## Filmografía

### Actor
- 1933 : Herrat täysihoidossa
- 1936 : Onnenpotku
- 1936 : Seikkailu jalkamatkalla
- 1940 : Eulalia-täti
- 1941 : Onnellinen ministeri
- 1942 : August järjestää kaiken
- 1942 : Puck
- 1943 : Hevoshuijari
- 1943 : Nuoria ihmisiä
- 1943 : Tuomari Martta
- 1944 : Ballaadi
- 1945 : En ole kreivitär
- 1945 : Nokea ja kultaa
- 1945 : Vain sinulle
- 1948 : Kalle Aaltosen morsian
- 1948 : Neljästoista vieras
- 1948 : Toukokuun taika
- 1949 : Rosvo-Roope
- 1950 : Katarina kaunis leski
- 1950 : Maija löytää sävelen
- 1950 : Tanssi yli hautojen
- 1952 : Kuollut mies kummittelee
- 1952 : Lännen lokarin veli
- 1953 : Pekka Puupää
- 1953 : Pekka Puupää kesälaitumilla
- 1953 : Se alkoi sateessa
- 1954 : Minä soitan sinulle illalla
- 1955 : Pekka ja Pätkä puistotäteinä
- 1955 : Kiinni on ja pysyy
- 1957 : Risti ja liekki

### Director
- 1952 : On lautalla pienoinen kahvila
- 1953 : Se alkoi sateessa (con Eddie Stenberg)
- 1955 : Onni etsii asuntoa